# Thomas Kromann
Thomas Kromann (født 1. juni 1987 i Hellerup) er en dansk tennisspiller medlem af KB Tennis.
Kromann har siden 2007 vundet seks danske mesterskaber i herredouble, de første fem gange med med Martin Pedersen og senest 2012 med Simon Friis Søndergaard som makker.